# 이조 여인 잔혹사
"이조 여인 잔혹사"는 1969년 공개된 대한민국의 영화이다.

## 배역
- 최은희
- 김지미
- 윤정희
- 남정임
- 황정순
- 주증녀
- 한은진
- 김지수
- 도금봉
- 사미자
- 석인수
- 나정옥
- 이용남
- 이정애
- 지계순
- 박예숙
- 윤신옥
- 문미봉
- 김신명
- 김소저
- 김경란
- 신영균
- 오영일
- 남궁원
- 박암
- 최성
- 이향
- 장훈
- 최삼
- 박기범
- 변기종
- 강계식

## 수상
- 제15회 아시아영화제
  - 감독상
- 제4회 대일영화상
  - 감독상
- 제3회 남도영화상
  - 여우조연상 - 황정순